# نانسي وارن
نانسي وارن (بالإنجليزية: Nancy Warren)‏ هي لاعب كرة قاعدة أمريكية، ولدت في 13 يونيو 1921 في سبرينغفيلد في الولايات المتحدة، وتوفيت في 1 يونيو 2001 في ساوثفيلد في الولايات المتحدة.